# Argélia nos Jogos Olímpicos de Inverno de 2006
A Argélia mandou 2 competidores para os Jogos Olímpicos de Inverno de 2006, em Turim, na Itália. A delegação não conquistou nenhuma medalha.

## Desempenho

### Esqui alpino
| Atletas           | Evento            | Final      | Final      | Final      | Final   | Final |
| Atletas           | Evento            | 1ª Corrida | 2ª Corrida | 3ª Corrida | Total   | Pos.  |
| ----------------- | ----------------- | ---------- | ---------- | ---------- | ------- | ----- |
| Christelle Douibi | Downhill feminino |            |            |            | 2:09.68 | 40º   |
| Christelle Douibi | Super-G feminino  |            |            |            | 1:43.54 | 51º   |

### Esqui cross-country
| Atleta                      | Evento                     | Preliminares | Preliminares | Quartas | Quartas | Semifinal | Semifinal | Final | Final |
| Atleta                      | Evento                     | Total        | Pos.         | Total   | Pos.    | Total     | Pos.      | Total | Pos.  |
| --------------------------- | -------------------------- | ------------ | ------------ | ------- | ------- | --------- | --------- | ----- | ----- |
| Noureddine Maurice Bentoumi | Largada coletiva masculina |              |              |         |         |           |           | DNF   | DNF   |

Legenda
| Recorde mundial      | Recorde mundial (World record)               |                       | Recorde africano                      | Recorde africano (African) |                                           | Q | Classificado por posição (Qualified) |
| Recorde olímpico     | Recorde olímpico (Olympic record)            | Recorde da América    | Recorde da América (Americas)         | q                          | Classificado por melhor tempo (Qualified) |   |                                      |
| Melhor marca do ano  | Melhor marca do ano (World leading)          | Recorde asiático      | Recorde asiático (Asian)              | DNS                        | Não largou (Did not start)                |   |                                      |
| Recorde nacional     | Recorde nacional (National record)           | Recorde europeu       | Recorde europeu (European)            | DNF                        | Não terminou (Did not finish)             |   |                                      |
| Recorde pessoal      | Recorde pessoal do atleta (Personal best)    | Recorde da Oceania    | Recorde da Oceania (Oceania)          | DSQ / DQ                   | Desclassificado (Disqualified)            |   |                                      |
| Recorde da temporada | Recorde da temporada do atleta (Season best) | Recorde sul-americano | Recorde sul-americano (South America) | NM                         | Sem marca (No mark)                       |   |                                      |